# アラビアンナイト シンドバットの冒険
『アラビアンナイト シンドバットの冒険』（アラビアンナイト シンドバットのぼうけん）は、フジテレビ系で放送されたテレビアニメ。
放送期間は1975年10月1日から1976年9月29日まで。放送時間は毎週水曜19時00分から19時30分。全52話。

## 概要
名作『千夜一夜物語』をアニメ化した作品。そのため、ストーリー内容は『シンドバッド』だけでなく『アリババと40人の盗賊』や『アラジンと魔法のランプ』を絡めている。

## 声の出演
- シンドバット - 小原乃梨子
- ハッサン - 高橋和枝
- 九官鳥 / シェーラ - 白石冬美
- 父親 / 山の魔物（怪力老人） / ナレーション - 永井一郎
- 母親 - 牧野和子
- アリ船長 - 雨森雅司
- 男1 - 伊武雅之
- 男3 / 船員B - 宮下勝
- 王様、バクダットの王 - 塩見竜介
- 摩術師 / バルバ - 矢田耕司
- ハルン - 肝付兼太
- バズール - 北村弘一
- 船員 / 男2 / 船員A / 火の魔神 - 山田俊司
- 船長 - 大宮悌二
- 船長 - 田中浩二
- 王様 - 槐柳二
- 女王 -坪井章子
- キターブ - 村山明
- アーバース - 野本礼三
- アリババ - 神谷明
- アラジン - 辻村真人
- スガール - 増山江威子
- タバサ - 堀絢子
- サタジット - 峰恵研
- ランプの精 - 阪脩
- 青の大魔王 - 青野武
- 氷の魔神 - 八奈見乗児
- 人魚姫 - 杉山佳寿子

## スタッフ
- 製作：本橋浩一
- シリーズ構成：松木功
- キャラクターデザイン：関修一
- 美術監督：吉原一輔、大山哲史
- 撮影監督：熊瀬哲郎
- 音楽：菊池俊輔
- 録音監督：浦上靖夫、松浦典良
- 整音：中戸川次男
- 効果：石田サウンド
- 協力：オムニバスプロダクション
- 動画チェック：古佐小喜重、木口準
- 仕上検査：浜口恭子
- 背景：潤成実業、スタジオじゃっく
- 編集：古川雅士
- 仕上：潤成実業、きのプロダクション
- 撮影：トランスアーツ
- 現像：東京現像所
- アシスタントディレクター：楠葉宏三、早川啓二
- 制作進行：鈴木孝義、沢田康武
- 制作デスク：梅原勝
- プロデューサー：加藤良雄、児玉征太郎
- 演出：黒川文男
- 制作：日本アニメーション、フジテレビ、電通大阪支社

## 主題歌
菊池俊輔が主題歌・挿入歌・BGMの作・編曲を1人で担当した。作詞は全て若林一郎による。
挿入歌の初出音盤は「最新テレビまんが人気者(アイドル)デラックス 2」というLPレコード（CW-7052、日本コロムビアより1976年3月に発売）。同LPには同時期に放送されていた4作品（本作、『アンデス少年ペペロの冒険』、『わんぱく大昔クムクム』、『草原の少女ローラ』）から各4曲（OP＋ED＋新録音の挿入歌2曲）、合計16曲が収録され、そのうち11曲を堀江美都子が歌った。
オープニングテーマ
シンドバットのぼうけん
作詞 - 若林一郎 / 作曲・編曲 - 菊池俊輔 / 歌 - 堀江美都子、コロムビアゆりかご会
映像では歌詞が表示されず、最後に「企画 日本アニメーション」と表示されるのみ。このパターンは『フランダースの犬』に続き2例目となる。

エンディングテーマ
シンドバットのうた
歌 - 堀江美都子・コロムビアゆりかご会
挿入歌
アリババのうた
歌 - 堀江美都子、こおろぎ'73
シェーラの祈り
歌 - 堀江美都子

## 各話リスト
| 話数 | サブタイトル         | 脚本     | 絵コンテ   | 作画監督        | 放送日         |
| ---- | -------------------- | -------- | ---------- | --------------- | -------------- |
| 1    | 船出!                | 高橋二三 | 土屋敬之介 | 辻伸一 百瀬義行 | 1975年 10月1日 |
| 2    | もっくり島だぞ       | 小滝光郎 | 安藤政信   | 辻伸一 百瀬義行 | 10月8日        |
| 3    | 巨鳥ロック           | 金子裕   | 坂田ゆう   | 辻伸一 百瀬義行 | 10月15日       |
| 4    | 怪しい老人           | 金子裕   | 坂田ゆう   | 辻伸一 百瀬義行 | 10月22日       |
| 5    | サランジブの王様     | 小滝光郎 | 石黒昇     | 辻伸一 百瀬義行 | 10月29日       |
| 6    | 象牙の山             | 金子裕   | 岡崎邦彦   | 辻伸一 百瀬義行 | 11月5日        |
| 7    | ごちそうぜめ…!?      | 上条逸雄 | 石黒昇     | 辻伸一 百瀬義行 | 11月12日       |
| 8    | 木の実の宝石         | 小滝光郎 | 案納正美   | 辻伸一 百瀬義行 | 11月19日       |
| 9    | 砂漠の魔人           | 金子裕   | 岡崎邦彦   | 辻伸一 百瀬義行 | 11月26日       |
| 10   | オアシスの老人       | 金子裕   | 岡崎邦彦   | 辻伸一 百瀬義行 | 12月3日        |
| 11   | 黒い真珠             | 金子裕   |            | 辻伸一 百瀬義行 | 12月10日       |
| 12   | 人魚の贈物           | 上条逸雄 | 前田達夫   | 辻伸一 百瀬義行 | 12月17日       |
| 13   | 空飛ぶ木馬           | 小滝光郎 | 前田達夫   | 辻伸一 百瀬義行 | 12月24日       |
| 14   | 大魔王の宝           | 金子裕   | 石黒昇     | 辻伸一 百瀬義行 | 1976年 1月7日  |
| 15   | シャレドのお姫さま   | 金子裕   | 前田達夫   | 辻伸一 百瀬義行 | 1月14日        |
| 16   | モロッコのランプ売り | 金子裕   | 石黒昇     | 辻伸一 百瀬義行 | 1月21日        |
| 17   | ソロモンの封印       | 上条逸雄 | 井草薫     | 福田皖          | 1月28日        |
| 18   | ガイコツの軍団       | 上条逸雄 | 黒川文男   | 福田皖          | 2月4日         |
| 19   | 放浪児アリババ       | 佐藤道雄 | 石黒昇     | 辻伸一 百瀬義行 | 2月11日        |
| 20   | 女ばかりの王国       | 上条逸雄 | 石黒昇     |                 | 2月18日        |
| 21   | 巨鳥の子ロックル     | 金子裕   | 前田達夫   | 2月25日         |                |
| 22   | 大猿の恩返し         | 小滝光郎 | 石黒昇     | 3月3日          |                |
| 23   | ナイルの河ぼうず     | 雪室俊一 | 前田達夫   | 辻伸一 百瀬義行 | 3月10日        |
| 24   | 生きていたマンモス   | 安藤豊弘 | 前田達夫   |                 | 3月17日        |
| 25   | 巨人の息子ジャイアン | 佐藤道雄 | 田中実     | 辻伸一 百瀬義行 | 3月24日        |
| 26   | 氷山を運ぶ大鯨       | 佐藤道雄 | 大沢田玲子 |                 | 3月31日        |
| 27   | バクダットの盗賊     | 雪室俊一 | 大館克子   | 辻伸一 百瀬義行 | 4月7日         |
| 28   | ひらけゴマ!          | 雪室俊一 | 石黒昇     |                 | 4月14日        |
| 29   | 空飛ぶジュータン     | 安藤豊弘 | 前田達夫   | 4月21日         |                |
| 30   | 小人の海賊たち       | 安藤豊弘 | 石黒昇     | 辻伸一 百瀬義行 | 4月28日        |
| 31   | 小人島の大戦争       | 中西隆三 | 大館克子   |                 | 5月5日         |
| 32   | シェーラの秘密       | 中西隆三 | 前田達夫   | 5月12日         |                |
| 33   | 氷の大魔人           | 佐藤道雄 | 辻一郎     | 辻伸一 百瀬義行 | 5月19日        |
| 34   | 人喰い鳥モア         | 安藤豊弘 | 辻一郎     |                 | 5月26日        |
| 35   | マンモス少年ポコ     | 雪室俊一 | 前田達夫   | 辻伸一 百瀬義行 | 6月2日         |
| 36   | ピラミッドの大泥棒   | 雪室俊一 | 大館克子   |                 | 6月9日         |
| 37   | まぼろしの国         | 安藤豊弘 | 辻一郎     | 辻伸一 百瀬義行 | 6月16日        |
| 38   | 魔法の竜             | 佐藤道雄 | 石黒昇     |                 | 6月23日        |
| 39   | 燃えるオアシス       | 金子裕   | 前田達夫   | 辻伸一 百瀬義行 | 6月30日        |
| 40   | 星の国から来た少女   | 雪室俊一 | 大館克子   |                 | 7月7日         |
| 41   | 船をのむ大怪魚       | 安藤豊弘 | 石黒昇     | 7月14日         |                |
| 42   | アラジンじいさんの国 | 佐藤道雄 | 前田達夫   | 辻伸一 百瀬義行 | 7月21日        |
| 43   | 走れ!アリババ        | 中西隆三 | 辻一郎     |                 | 7月28日        |
| 44   | 砂漠の幽霊船         | 金子裕   | 辻一郎     | 辻伸一 百瀬義行 | 8月4日         |
| 45   | ものいう石像         | 佐藤道雄 |            |                 | 8月11日        |
| 46   | 魔法使いアリババ     | 雪室俊一 | 大館克子   |                 | 8月18日        |
| 47   | バベルの塔の謎       | 安藤豊弘 | 辻一郎     | 8月25日         |                |
| 48   | 100人の魔法使い      | 佐藤道雄 | 大館克子   | 辻伸一 百瀬義行 | 9月1日         |
| 49   | シェーラ姫の危機     | 佐藤道雄 | 黒川文男   |                 | 9月8日         |
| 50   | 青い大魔王           | 安藤豊弘 | 大館克子   | 辻伸一 百瀬義行 | 9月15日        |
| 51   | 魔神大戦争           | 安藤豊弘 | 辻一郎     |                 | 9月22日        |
| 52   | 魔法よとけろ         | 中西隆三 | 石黒昇     | 辻伸一 百瀬義行 | 9月29日        |

## 放送局
- フジテレビ：水曜 19:00 - 19:30
- 北海道文化放送：水曜 19:00 - 19:30[1]
- 青森放送：水曜 17:55 - 18:25[2]
- 秋田テレビ：水曜 19:00 - 19:30[3]
- テレビ岩手：土曜 18:00 - 18:30[4]
- 山形テレビ：水曜 19:00 - 19:30[5]
- 仙台放送：水曜 19:00 - 19:30[6]
- 福島テレビ：土曜 17:00 - 17:30[7]
- 新潟総合テレビ：金曜 18:00 - 18:30[8]
- 富山テレビ：水曜 19:00 - 19:30[9]
- 石川テレビ：水曜 19:00 - 19:30[9]
- 福井テレビ：水曜 19:00 - 19:30[9]
- 山梨放送：木曜 19:00 - 19:30[10]
- 長野放送：水曜 19:00 - 19:30[5]
- 東海テレビ：水曜 19:00 - 19:30[11]
- 関西テレビ：水曜 19:00 - 19:30
- 山陰中央テレビ：水曜 19:00 - 19:30[12]
- テレビ岡山：水曜 19:00 - 19:30[13]（当時の放送免許エリアは岡山県のみ）
- 西日本放送：金曜 18:00 - 18:30[13]（当時の放送免許エリアは香川県のみ）
- 広島ホームテレビ：水曜 19:00 - 19:30[13]
- テレビ愛媛：水曜 19:00 - 19:30[14]
- 高知放送：金曜 18:00 - 18:30[14]
- テレビ西日本：水曜 19:00 - 19:30[15]
- テレビ大分：金曜 18:00 - 18:30[14]
- 南日本放送：木曜 18:00 - 18:30[16]
- 沖縄テレビ：水曜 19:00 - 19:30[17]

## ソフト化
2005年3月2日にDVD-BOXの第1巻が、2005年4月27日に第2巻が、コロムビアミュージックエンタテインメントから発売された。

## 備考
当番組終了後、同局で放送中の『タイムボカン』第60話「シンドバットのロマンだペッチャ」に登場したシンドバットは、当番組と同じ小原乃梨子（マージョと二役）が演じた。
日本アニメーションが2015年に作成したアニメ映画『シンドバッド』と、本作との間には関連はない。